# 安全地帯BOX 1982-1993
『安全地帯BOX 1982-1993』(あんぜんちたいボックス 1982-1993)は日本のロックバンド安全地帯のアルバム・ボックス・セット。

## 解説
CD-BOXとしては1996年発売の『安全地帯 メモリアル・コレクション』以来、約14年振りとなる。
1stアルバム『安全地帯I Remember to Remember』から8thアルバム『安全地帯VIII〜太陽』までのオリジナルアルバム及びサウンド・トラック『プルシアンブルーの肖像 オリジナル・サウンドトラック』、オリジナル・アルバムに収録されなかったシングルおよびシングルのカップリング曲を収録した2枚組CD、ライブ映像作品から選ばれたライブ映像を収録したDVDの全13枚組で構成されている。
現在は廃盤となっている。

## 収録曲

### DISC.1: 安全地帯I リメンバー・トゥ・リメンバー
1983年1月25日リリース。詳細は『安全地帯I Remember to Remember』の項を参照。

### DISC.2: 安全地帯II
1984年5月1日リリース。詳細は『安全地帯II』の項を参照。

### DISC.3: 安全地帯III〜抱きしめたい〜
1984年12月1日リリース。詳細は『安全地帯III〜抱きしめたい』の項を参照。

### DISC.4: 安全地帯IV
1985年11月24日リリース。詳細は『安全地帯IV』の項を参照。

### DISC.5: プルシアンブルーの肖像
1986年8月1日リリース。詳細は『プルシアンブルーの肖像 オリジナル・サウンドトラック』の項を参照。

### DISC.6 & 7: 安全地帯V
1986年12月14日リリース。詳細は『安全地帯V』の項を参照。

### DISC.8: 安全地帯VI〜月に濡れたふたり〜
1988年4月10日リリース。詳細は『安全地帯VI〜月に濡れたふたり』の項を参照。

### DISC.9: 安全地帯VII〜夢の都〜
1990年7月25日リリース。詳細は『安全地帯VII〜夢の都』の項を参照。

### DISC.10: 安全地帯VIII〜太陽〜
1991年12月11日リリース。詳細は『安全地帯VIII〜太陽』の項を参照。

### DISC.11 & 12: MEMORIAL COLLECTION FILE
1996年10月2日リリース。オリジナル・アルバム未収録となっていたシングル曲およびカップリング曲が収録されている。
詳細は『MEMORIAL COLLECTION FILE』の頃を参照。

### Disc.13 (DVD) LIVE SELECTION 1984-1988
1. ラスベガス･タイフーン (「WE'RE ALIVE 安全地帯ライブ'84 サマーツアー」より)
2. We're alive (「ONE NIGHT THEATER」より)
3. 萠黄色のスナップ (「ONE NIGHT THEATER」より)
4. ワインレッドの心 (「ONE NIGHT THEATER」より)
5. マスカレード (「ONE NIGHT THEATER」より)
6. 熱視線 (「ONE NIGHT THEATER」より)
7. 悲しみにさよなら (「ONE NIGHT THEATER」より)
8. 好きさ (「To me 安全地帯 LIVE」より)
9. じれったい (「To me 安全地帯 LIVE」より)
10. Friend (「To me 安全地帯 LIVE」より)
11. 真夜中すぎの恋 (「安全地帯ドキュメント I LOVE YOUからはじめよう」より)
12. I Love Youからはじめよう (安全地帯ドキュメント I LOVE YOUからはじめよう)
13. 特典映像